# Швейцарские гончие
Швейцарские гончие — группа пород гончих собак, выведенных в Швейцарии. В группу входят средние и менее резвые малые (нем. Niederlaufhund — коротконогие) гончие, происходящие из разных регионов Швейцарии и различающиеся окрасом. Швейцарские гончие используются для следовой охоты с отдачей голоса, преимущественно на зайца, косулю, лисицу, реже на кабана. Собаки этой породы отличаются вязкостью в преследовании зверя и мелодичными голосами.
В системе FCI породы описаны в стандартах № 59 (швейцарская гончая) и № 60 (малая швейцарская гончая).

## Породы швейцарских гончих
- Бернская гончая и малая бернская гончая — трёхцветные;
- Юрская гончая и малая юрская гончая — чёрно-подпалые, иногда с маской;
- Люцернская гончая и малая люцернская гончая — голубого крапчатого окраса с подпалом;
- Швицская гончая и малая швицская гончая — бело-рыжие.

К группе швейцарских гончих относилась также тургауская гончая, исчезнувшая к началу XX века и исключённая из стандарта.

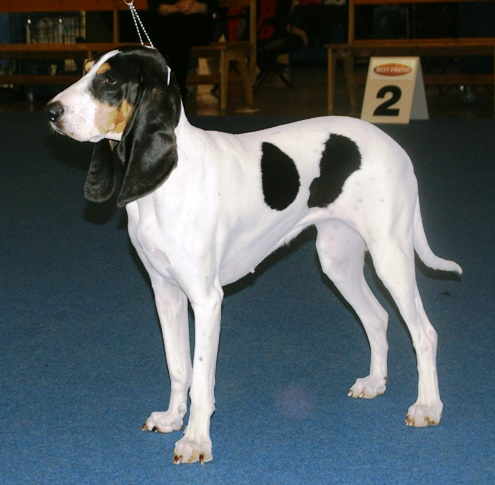
Бернская гончая
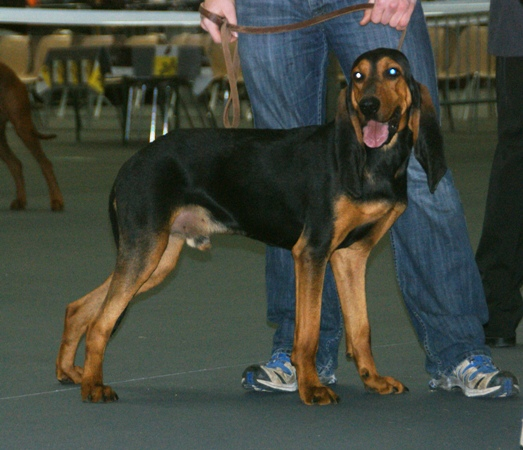
Юрская гончая
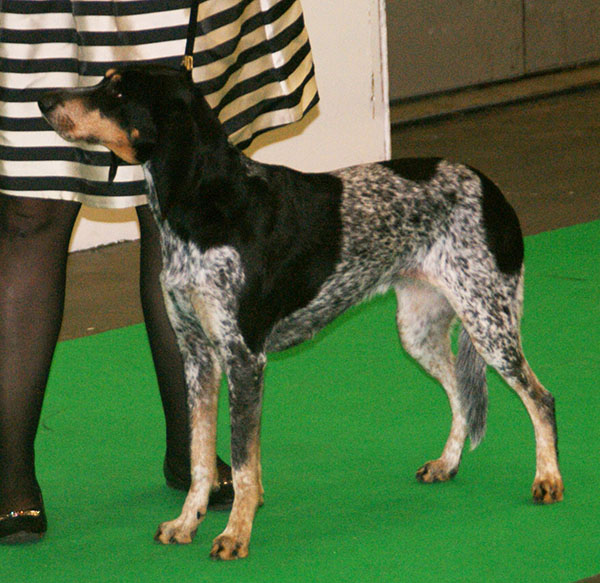
Люцернская гончая
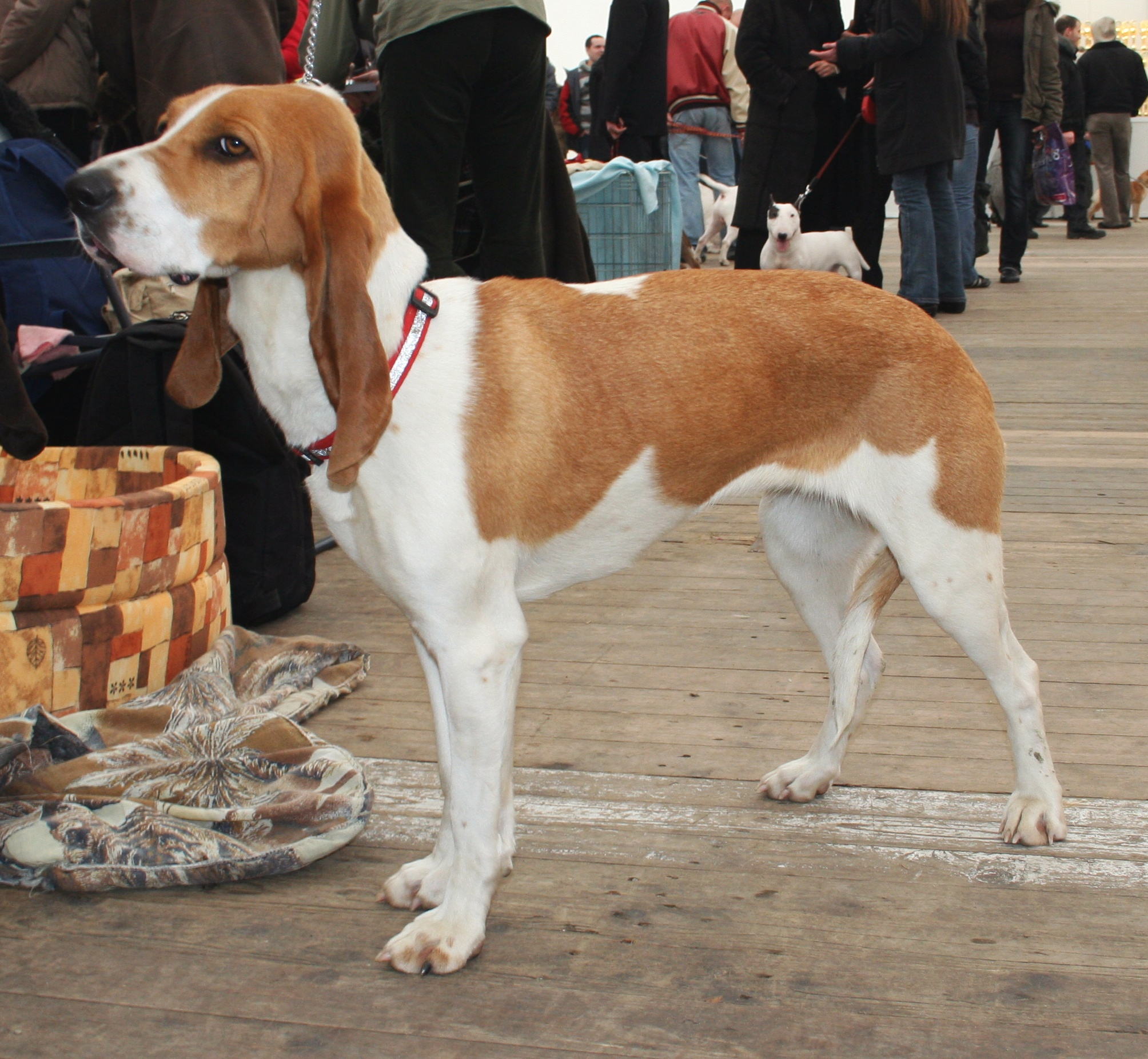
Швицская гончая